# ポーランドとウクライナのカルパティア地方の木造教会群
ポーランドとウクライナのカルパティア地方の木造教会群（ポーランドとウクライナのカルパティアちほうのもくぞうきょうかいぐん）は、UNESCOの世界遺産リスト登録物件の一つであり、その名称が示すように、ポーランドのマウォポルスカ県・ポトカルパチェ県とウクライナのリヴィウ州・イヴァーノ＝フランキーウシク州・ザカルパッチャ州に点在する木造のツェールクヴァ（Tserkva, 聖堂）16棟が対象となっている。2013年の第37回世界遺産委員会で登録された。

## 登録対象
木造教会（木造聖堂）はポーランドやウクライナ以外にも多く存在し、その代表的なものは世界遺産リストへの登録が進められてきた。中央ヨーロッパに限っても、マラムレシュの木造聖堂群（ルーマニアの世界遺産、1999年）、マウォポルスカ南部の木造聖堂群（ポーランドの世界遺産、2003年）、カルパティア山脈地域のスロバキア側の木造教会群（スロバキアの世界遺産、2008年）などを挙げることが出来る。しかし、それらの登録に際し、世界遺産委員会は付帯的な勧告を行い、建築時期や文化的伝統を踏まえて、さらに異なる類型の代表的木造教会を登録していくことが望ましい旨を表明していた。
ポーランドとウクライナにまたがる4つないし5つの地域的類型を代表する木造教会群は、2010年1月28日にウクライナ部分が、翌日にポーランド部分が、相次いで世界遺産の暫定リストに記載された。これらは2012年1月30日に正式推薦され、翌年には世界遺産委員会の諮問機関である国際記念物遺跡会議 (ICOMOS) による勧告が出された。勧告の内容は登録が妥当とするものであり、その勧告に基づいて第37回世界遺産委員会での登録が決まった。ポーランドもウクライナも、ともに国境を越える世界自然遺産を保有していたが、国境を越える世界文化遺産の登録は初めてとなった。

### 登録名
世界遺産としての正式登録名は、Wooden Tserkvas of the Carpathian Region in Poland and Ukraine （英語）、Tserkvas en bois de la région des Carpates en Pologne et en Ukraine （フランス語）である。その日本語訳は、資料によって以下のように若干の表記の揺れがある。
- カルパティア地方のポーランドとウクライナ領にある木造聖堂群 - 世界遺産アカデミー[4]
- ポーランド、ウクライナのカルパチア地方の木造教会 - 日本ユネスコ協会連盟[5]
- ポーランドとウクライナのカルパチア地方の木造教会群 - 古田陽久・古田真美[6]
- カルパティア地方の木造教会群 - 谷治正孝[7]
- カルパティア地方の木造聖堂群 - 正井泰夫[8]

## 構成資産
世界遺産登録範囲には前期ハールィチ型 (Early Halych group) が約100棟、後期ハールィチ型 (Later Halych group) が250棟以上、ボイコ型 (Boyko group) が約70棟、フツル型 (Hutsul group) が約150棟、レムコ型 (Lemko group) が約70棟と、かなりの数の木造教会が残っている。その5類型のそれぞれを代表する、以下の16棟が登録対象である。それらは、いずれも東方正教会もしくは東方カトリック教会によって建てられたものだが、現在は異なる宗派に利用されているものや、公有財産として博物館に転用されている例もある。
| 画像 | ID       | 名称 （下段は英語登録名）                                                                          | 保有国     | 所在地                         | 建築年                     | 類型             | 面積（単位:ha） （下段は緩衝地域） | 現用途                                              |
| ---- | -------- | -------------------------------------------------------------------------------------------------- | ---------- | ------------------------------ | -------------------------- | ---------------- | ---------------------------------- | --------------------------------------------------- |
|      | 1424-001 | Brunary Wyżneの天使首聖ミハイル聖堂 Brunary Wyżne-Tserkva of Saint Michael the Archangel           | ポーランド | マウォポルスカ県               | 18世紀 （1797年）          | レムコ型         | 0.32 （3.36）                      | ローマ・カトリック教会                              |
|      | 1424-002 | Chotyniecの生神女誕生聖堂 Chotyniec-Tserkva of the Birth of the Blessed Virgin Mary                | ポーランド | ポトカルパチェ県               | 16世紀 （1600年頃）        | 前期ハールィチ型 | 0.67 （4.34）                      | ウクライナ東方カトリック教会                        |
|      | 1424-003 | ドロホブィチの聖ゲオルギオス聖堂 Drohobych-Tserkva of Saint George                                 | ウクライナ | リヴィウ州                     | 17世紀後半                 | 後期ハールィチ型 | 0.18 （1.06）                      | 博物館                                              |
|      | 1424-004 | Kwiatoń の聖パラスケヴァ聖堂 Kwiatoń-Tserkva of Saint Paraskeva                                    | ポーランド | マウォポルスカ県               | 17世紀                     | レムコ型         | 0.26 （1.82）                      | ローマ・カトリック教会 ウクライナ正教会             |
|      | 1424-005 | Matkivの生神女会衆聖堂 Matkiv-Tserkva of the Synaxis of the Blessed Virgin Mary                    | ウクライナ | リヴィウ州                     | 19世紀 （1838年）          | ボイコ型         | 0.16 （1.16）                      | ウクライナ東方カトリック教会                        |
|      | 1424-006 | Nyzhniy Verbizhの生神女誕生聖堂 Nyzhniy Verbizh-Tserkva of the Nativity of the Blessed Virgin Mary | ウクライナ | イヴァーノ＝フランキーウシク州 | 19世紀 （1808年 - 1810年） | フツル型         | 2.22 （31.11）                     | ウクライナ正教会                                    |
|      | 1424-007 | Owczaryの生神女庇護聖堂 Owczary-Tserkva of Our Lady’s Protection                                   | ポーランド | マウォポルスカ県               | 17世紀 （1653年）          | レムコ型         | 0.38 （2.87）                      | ローマ・カトリック教会 ウクライナ東方カトリック教会 |
|      | 1424-008 | Potelychの聖神降臨聖堂 Potelych-Tserkva of the Descent of the Holy Spirit                          | ウクライナ | リヴィウ州                     | 16世紀 （1502年）          | 前期ハールィチ型 | 0.19 （1.1）                       | ウクライナ東方カトリック教会                        |
|      | 1424-009 | Powroźnikの使徒小イアコフ聖堂 Powroźnik-Tserkva of Saint James the Less, the Apostle               | ポーランド | マウォポルスカ県               | 16世紀 （1600年）          | レムコ型         | 0.71 （1.1）                       | ローマ・カトリック教会                              |
|      | 1424-010 | Radrużの聖パラスケヴァ聖堂 Radruż-Tserkva of Saint Paraskeva                                       | ポーランド | ポトカルパチェ県               | 16世紀 （1583年頃）        | 前期ハールィチ型 | 0.3 （2.11）                       | 博物館                                              |
|      | 1424-011 | Rohatynの聖神降臨聖堂 Rohatyn-Tserkva of the Descent of the Holy Spirit                            | ウクライナ | イヴァーノ＝フランキーウシク州 | 16世紀初頭                 | 前期ハールィチ型 | 0.49 （1.47）                      | 博物館                                              |
|      | 1424-012 | Smolnikの天使首聖ミハイル聖堂 Smolnik-Tserkva of Saint Michael the Archangel                       | ポーランド | ポトカルパチェ県               | 18世紀 （1791年）          | ボイコ型         | 0.35 （34.85）                     | ローマ・カトリック教会                              |
|      | 1424-013 | Turzańskの天使首聖ミハイル聖堂 Turzańsk-Tserkva of Saint Michael the Archangel                     | ポーランド | ポトカルパチェ県               | 19世紀 （1801年 - 1803年） | レムコ型         | 0.3 （3.02）                       | 東方正教会                                          |
|      | 1424-014 | Uzhokの天使首ミハイル会衆聖堂 Uzhok-Tserkva of the Synaxis of the Archangel Michael                | ウクライナ | ザカルパッチャ州               | 18世紀 （1745年）          | ボイコ型         | 0.12 （1.81）                      | ウクライナ正教会                                    |
|      | 1424-015 | Yasyniaの主の昇天聖堂 Yasynia-Tserkva of Our Lord’s Ascension                                      | ウクライナ | ザカルパッチャ州               | 19世紀 （1824年）          | フツル型         | 0.13 （0.49）                      | ウクライナ正教会 ウクライナ東方カトリック教会       |
|      | 1424-016 | Zhovkvaの至聖三者聖堂 Zhovkva-Tserkva of the Holy Trinity                                          | ウクライナ | リヴィウ州                     | 18世紀 （1720年）          | 後期ハールィチ型 | 0.25 （1.06）                      | ウクライナ東方カトリック教会                        |

## 登録基準
この世界遺産は世界遺産登録基準のうち、以下の条件を満たし、登録された（以下の基準は世界遺産センター公表の登録基準からの翻訳、引用である）。
- (3) 現存するまたは消滅した文化的伝統または文明の、唯一のまたは少なくとも稀な証拠。

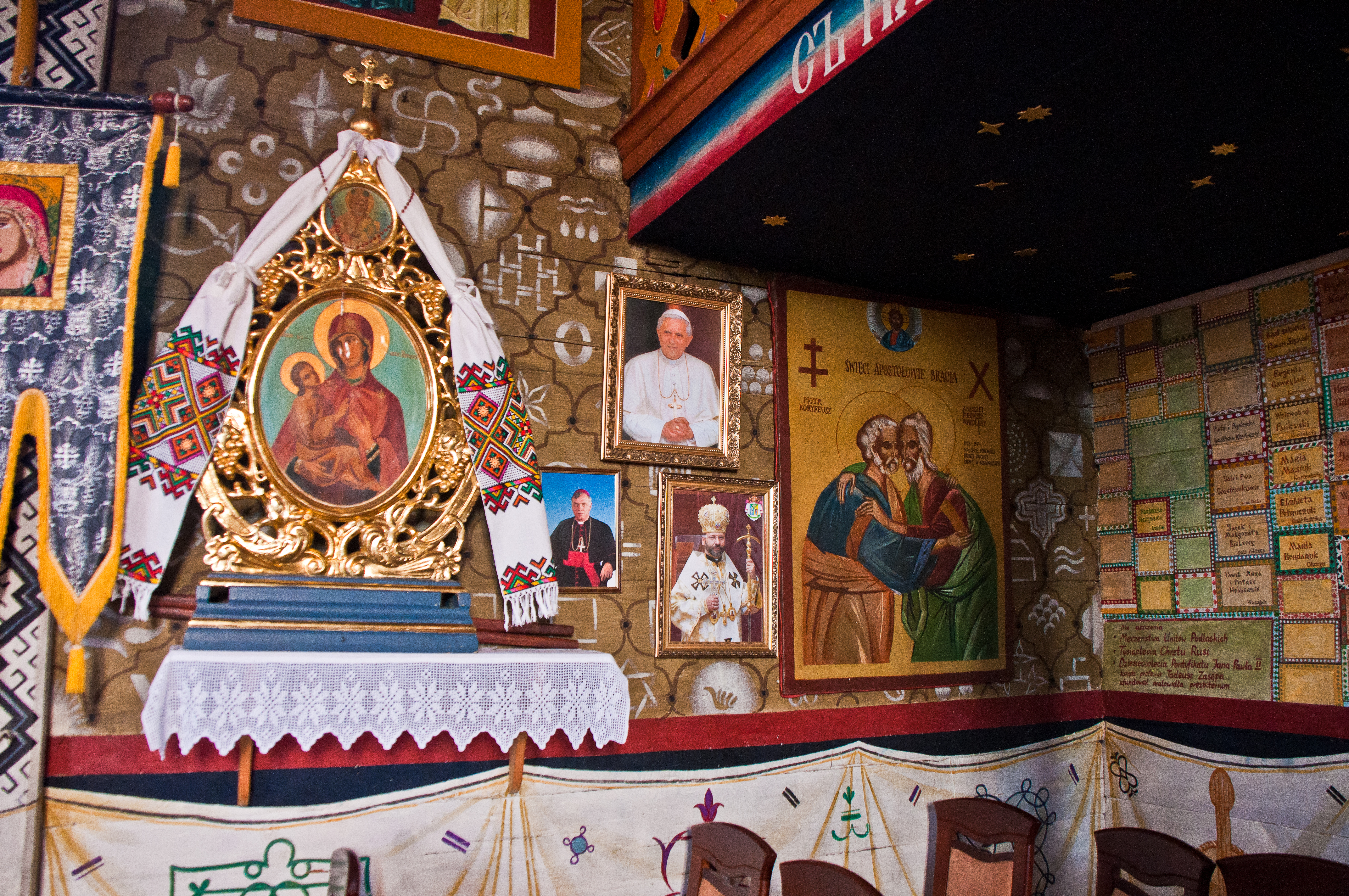
Chotyniecの内装

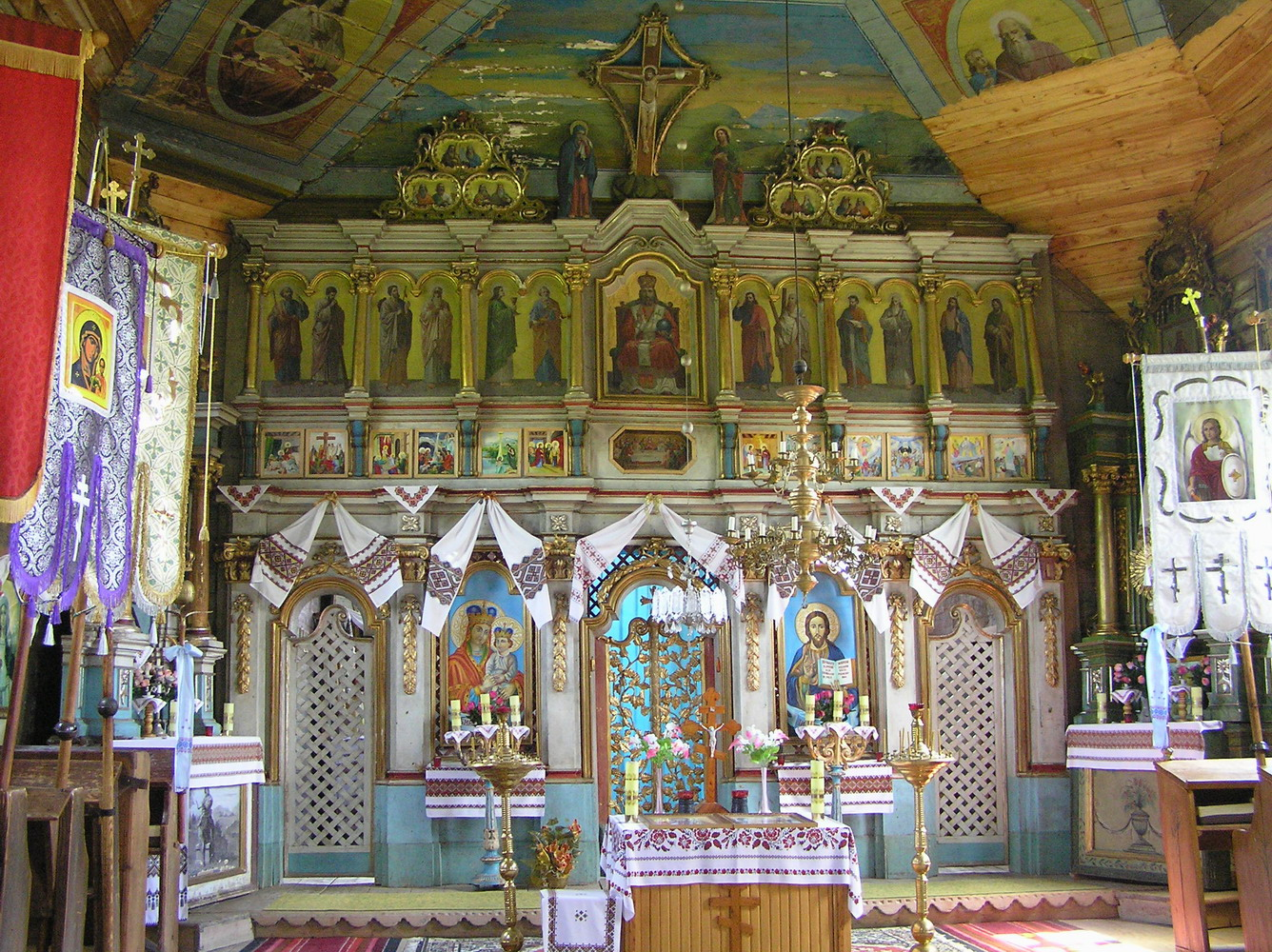
Turzańskの内装

  - 世界遺産委員会は、この基準の適用理由について、「ツェールクヴァ群は、独特の教会建築の伝統についての傑出した例証であり、その伝統は地元の建築的表現形態と織り交ぜられた正教会の主流的伝統に基礎が置かれている。その構造、意匠、装飾的枠組みは、カルパティア地方に暮らす共同体の文化的伝統にとって特徴的なものであり、伝統と関わる象徴の価値基準と神聖の意味の多様性を説明する」[11]とした。

- (4) 人類の歴史上重要な時代を例証する建築様式、建築物群、技術の集積または景観の優れた例。
  - 世界遺産委員会は、こちらの基準については、「ツェールクヴァ群は、伝統的丸太建築類型に属する建造物群の顕著な例証である。それは、地元の文化的伝統に従って受容された正教会の意図のための建築的伝統に基礎を置く、カルパティア地方の建築的意匠の重要な歴史的段階を代表する。彼らが16世紀から19世紀に発展させたツェールクヴァ群は、そこで暮らす共同体の神聖な価値基準を反映している」[11]とした。